# Аккульск
Аккульск (каз. Ақкөл) — упразднённое село в Бескарагайском районе Восточно-Казахстанской области Казахстана. Входило в состав Глуховского сельского округа. Исключено из учётных данных в 2017 г. Код КАТО — 633637200.

## Население
В 1999 году население села составляло 27 человек (14 мужчин и 13 женщин). По данным переписи 2009 года, в селе проживало 14 человек (5 мужчин и 9 женщин).